# Citi Open 2012
Die Citi Open 2012 waren ein Tennisturnier der WTA Tour 2012 für Damen und ein Tennisturnier der ATP World Tour 2012 für Herren und fanden zeitgleich vom 30. Juli bis zum 5. August 2012 in Washington, D.C. statt.

## Herrenturnier
→ Qualifikation: Citi Open 2012/Herren/Qualifikation

## Damenturnier
→ Qualifikation: Citi Open 2012/Damen/Qualifikation